# Comunità Caraibica
La Comunità Caraibica (CARICOM), originariamente chiamata Comunità e mercato comune caraibici, è un'area di libero scambio e organizzazione per promuovere l'integrazione e cooperazione economica nei Caraibi. È la terza area di libero scambio dell'America Latina e affianca il Mercosur, la Comunità Andina e il Sistema di integrazione centroamericana.
La CARICOM è stata istituita con il trattato di Chaguaramas, entrato successivamente in vigore il 1º agosto 1973. I primi quattro firmatari furono Barbados, Giamaica, Guyana e Trinidad e Tobago.
La CARICOM sostituì la Caribbean Free Trade Association (CARIFTA), in vigore tra il 1965 e il 1972, nata per offrire una relazione economica duratura tra le nazioni anglofone nei Caraibi dopo lo scioglimento della West Indies Federation il 31 maggio 1962.
Il 17 ottobre 1991 le è stato riconosciuto lo status di osservatore dell'Assemblea generale delle Nazioni Unite.
Il 5 luglio 2001 una versione rivista del trattato di Chaguaramas che includeva nella CARICOM il CSME (Mercato ed economia unici del Caricom), fu sottoscritta dai capi di governo degli Stati membri durante la ventiduesima conferenza a Nassau nelle Bahamas.

## Struttura

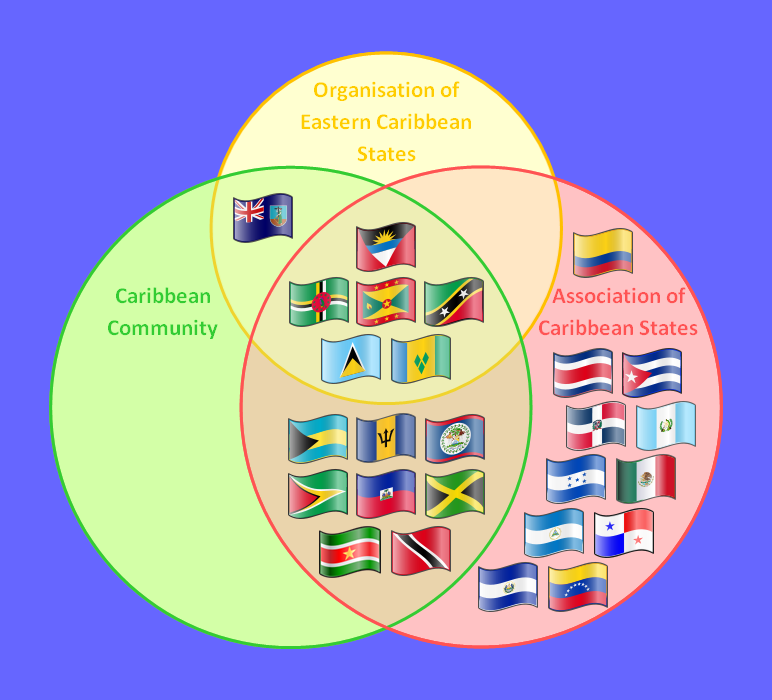
Diagramma di Eulero-Venn delle organizzazioni internazionali centroamericane.

### Membri
Al 2019 fanno parte della Comunità Caraibica 15 membri effettivi:
1. Antigua e Barbuda (4 luglio 1974)
2. Bahamas (4 luglio 1974)
3. Barbados (1º agosto 1973)
4. Belize (1º maggio 1974)
5. Dominica (1º maggio 1974)
6. Giamaica (1º agosto 1973)
7. Grenada (1º maggio 1974)
8. Guyana (1º agosto 1973)
9. Haiti (provvisorio dal 4 luglio 1998, effettivo dal 2 luglio 2002)
10. Montserrat (territorio del Regno Unito) (1º maggio 1974)
11. Saint Kitts e Nevis (26 luglio 1974 come Saint Christopher-Nevis-Anguilla)
12. Saint Vincent e Grenadine (1º maggio 1974)
13. Saint Lucia (1º maggio 1974)
14. Suriname (4 luglio 1995)
15. Trinidad e Tobago (1º agosto 1973)

### Associati
Conta inoltre 5 membri associati:
1. Anguilla (luglio 1999)
2. Bermuda (2 luglio 2003)
3. Isole Cayman (16 maggio 2002)
4. Isole Vergini Britanniche (luglio 1991)
5. Turks e Caicos (luglio 1991)

### Osservatori
Ci sono infine 8 paesi osservatori:
1. Aruba
2. Colombia
3. Curaçao
4. Messico
5. Porto Rico
6. Rep. Dominicana
7. Sint Maarten
8. Venezuela